# پایگاه زیست‌شناسی کونزا پریری
پایگاه زیست‌شناسی کونزا پریری (به انگلیسی: Konza Prairie Biological Station) یک منطقهٔ مسکونی در ایالات متحده آمریکا است که در کانزاس واقع شده‌است.